# Colíder
Colíder är en kommun i Brasilien.   Den ligger i delstaten Mato Grosso, i den centrala delen av landet, 1 000 km nordväst om huvudstaden Brasília. Antalet invånare är 30 864.
Omgivningarna runt Colíder är huvudsakligen savann. Runt Colíder är det glesbefolkat, med 8 invånare per kvadratkilometer.